# 大萨瓦纳

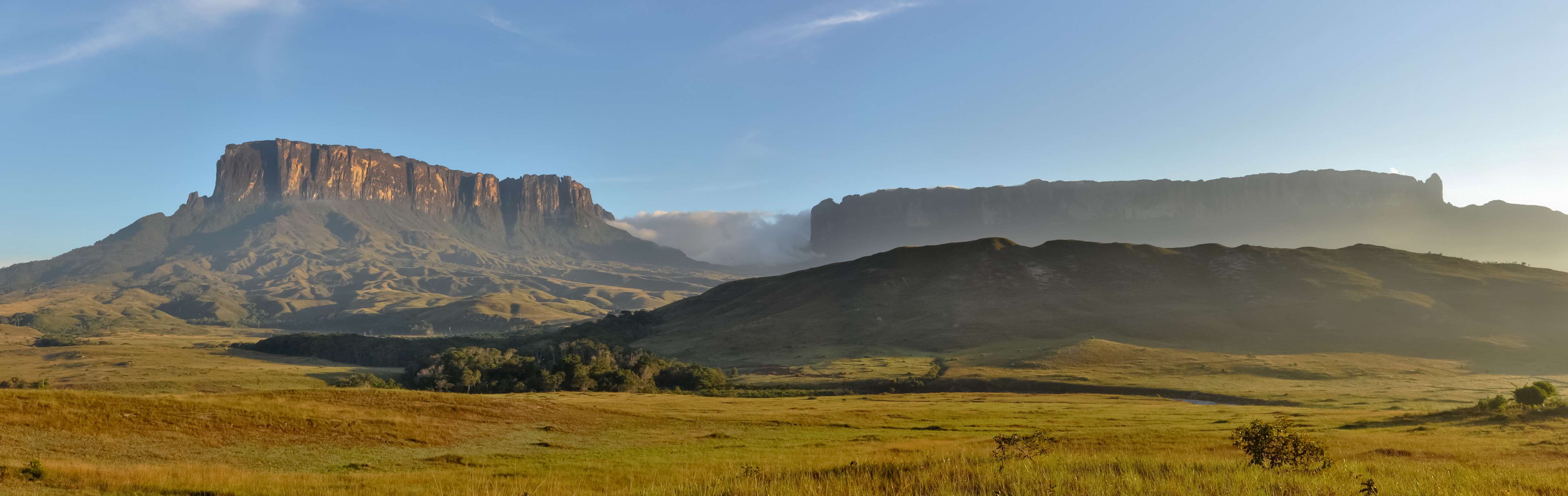
由大萨瓦纳泰克河（Tëk river）远看库奇南山和罗赖马山

大萨瓦纳（Gran Sabana）是位于委内瑞拉东南部的一个地区。其包括圭亚那高原、玻利瓦尔州东南部，并进一步延伸至巴西及圭亚那。其面积10820平方公里。其中的一部分为委内瑞拉的第二大国家公园——卡奈馬国家公园。年平均气温为20℃，夜间平均气温可达13℃。大萨瓦纳地理形式丰富，存在河流、瀑布、峡谷、山谷及茂密丛林和稀树草原。存在着大量当地特有的植物与动物。

## 地理水文

### 驰曼塔高地

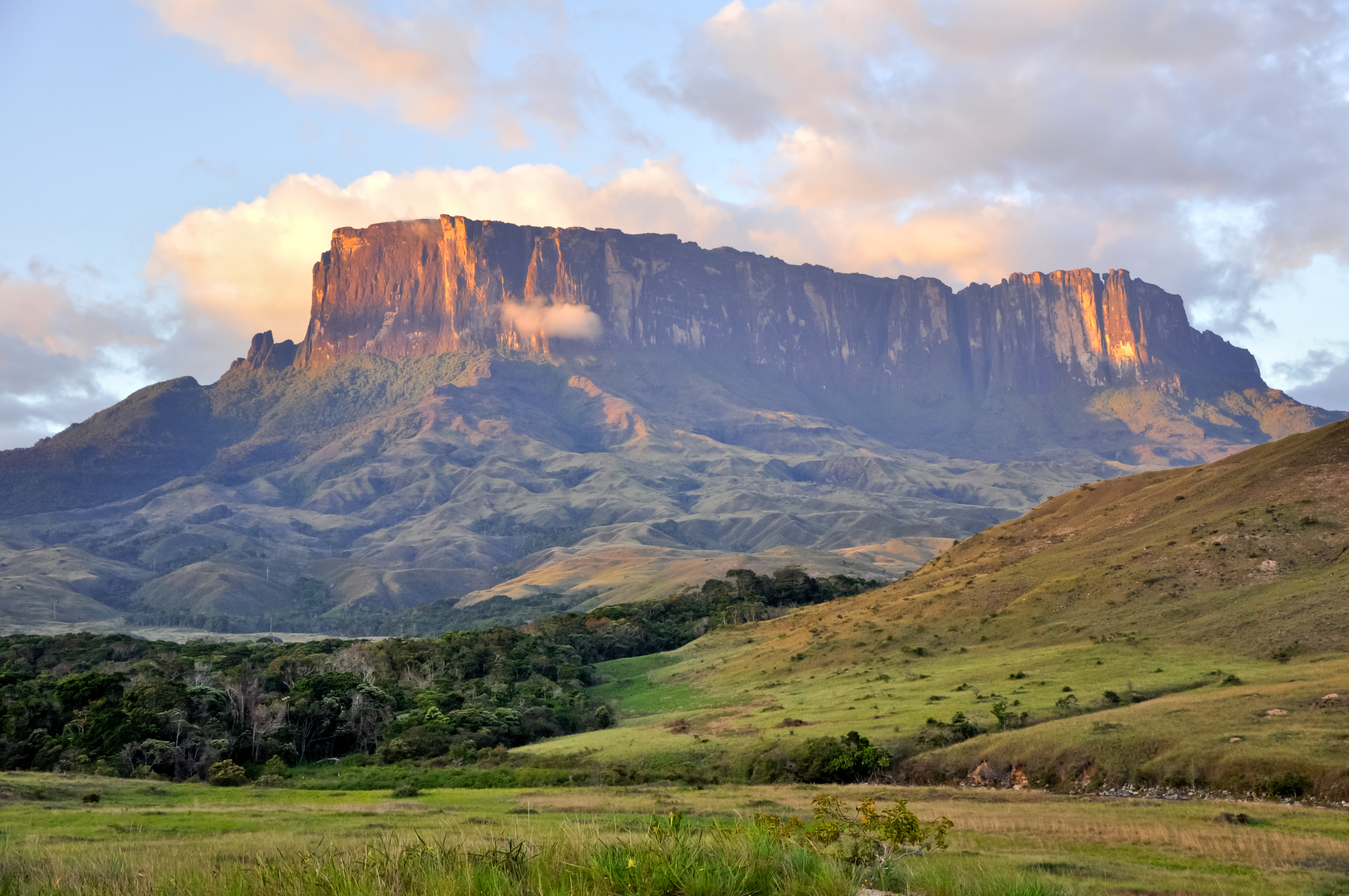
由泰克河远看库奇南山

驰曼塔高地（Chimantá Massif）是由10座山组成的高地。其也是委内瑞拉最大的高地，总面积1470平方公里，位于卡奈玛国家公园中西部。委内瑞拉科学家查尔斯·布鲁尔·卡里亚斯（Charles Brewer Carías）在飞跃高地时发现一个大型的山洞。

### 罗赖马山
罗赖马山是卡奈玛国家公园的最高峰。其也被称为蓝山或水晶山，是当地印第安人的神山。其海拔约2800米，山脉长15公里，占地200平方公里。山脉四周几乎是垂直的崖壁，高度达500米。

### 库奇南山
库奇南山（Kukenan tepui），又称马塔维山（Matawi tepui），海拔2680米。1963年，班格爾大學举办的考察队第一次攀登了库奇南山。其位于格兰·萨瓦纳东部，毗邻尤劳尼山（Yuruani tepui）。在其山上存在着世界上最高的瀑布，其落差达629米。

### 其他山峰
其他山峰多位于伊卢-川门-卡劳林（Ilú-Tramén-Karaurín）山链中，而瓦达卡-皮阿婆山（Wadaka-piapó）及尤劳尼山（Yuruaní tepui）与库奇南山和罗赖马山一起位于东部山链中。此外，伊卢山（Ilú tepui）、普塔里山（Ptarí tepui）、阿蔻潘山（Acopán tepui）及索罗罗潘山（Sororopán tepui）也较突出。
- 普塔里山
- 伊卢山、川门山和卡劳林山
- 瓦达卡-皮阿婆山及尤劳尼山
- 莫纳山（Moná tepui）